# Вібельсгайм
Вібельсгайм (нім. Wiebelsheim) — громада в Німеччині, розташована в землі Рейнланд-Пфальц. Входить до складу району Рейн-Гунсрюк. Складова частина об'єднання громад Занкт-Гоар-Обервезель.
Площа — 7,32 км2. Населення становить 520 ос. (станом на 31 грудня 2020).

## Галерея

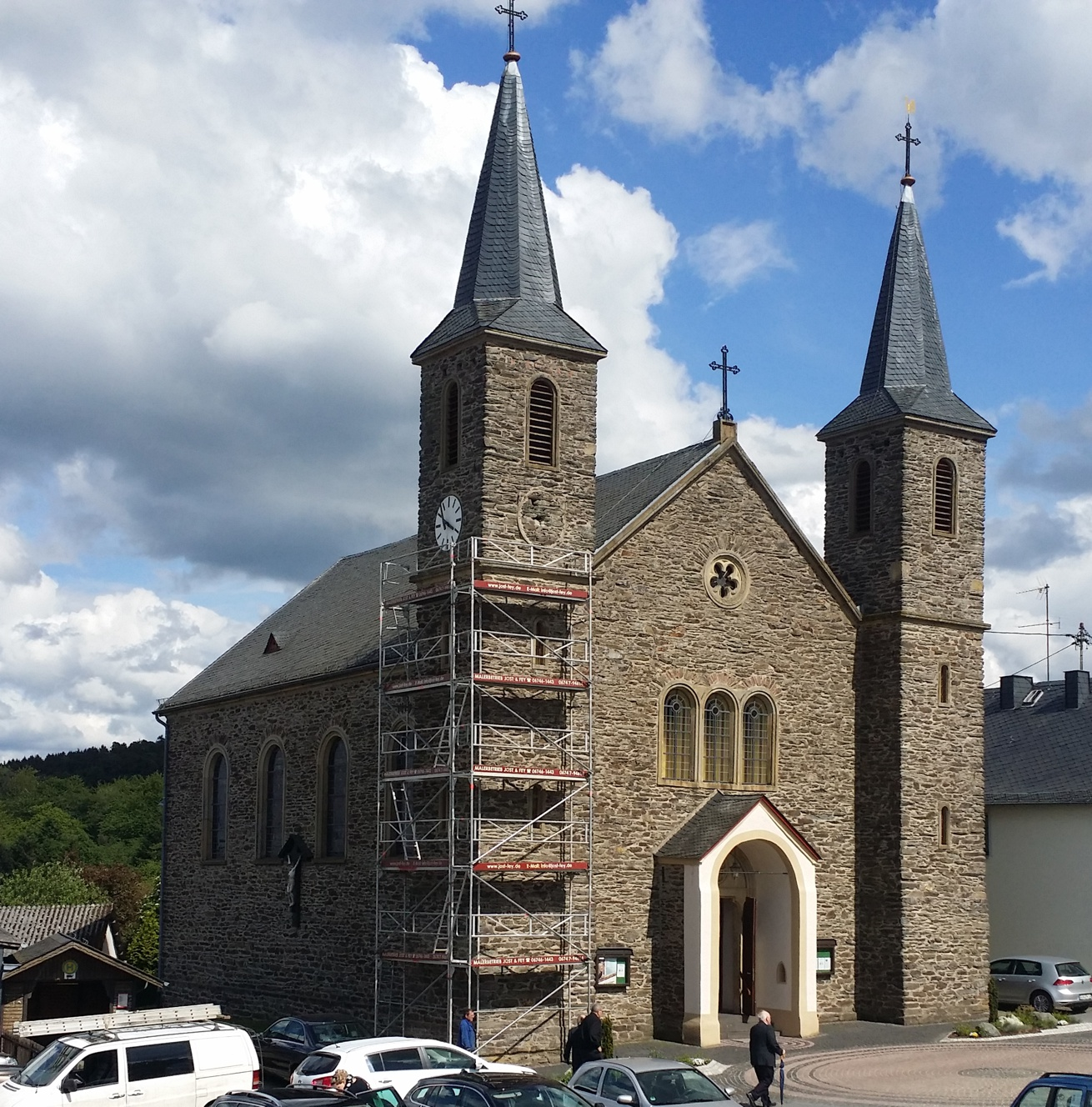
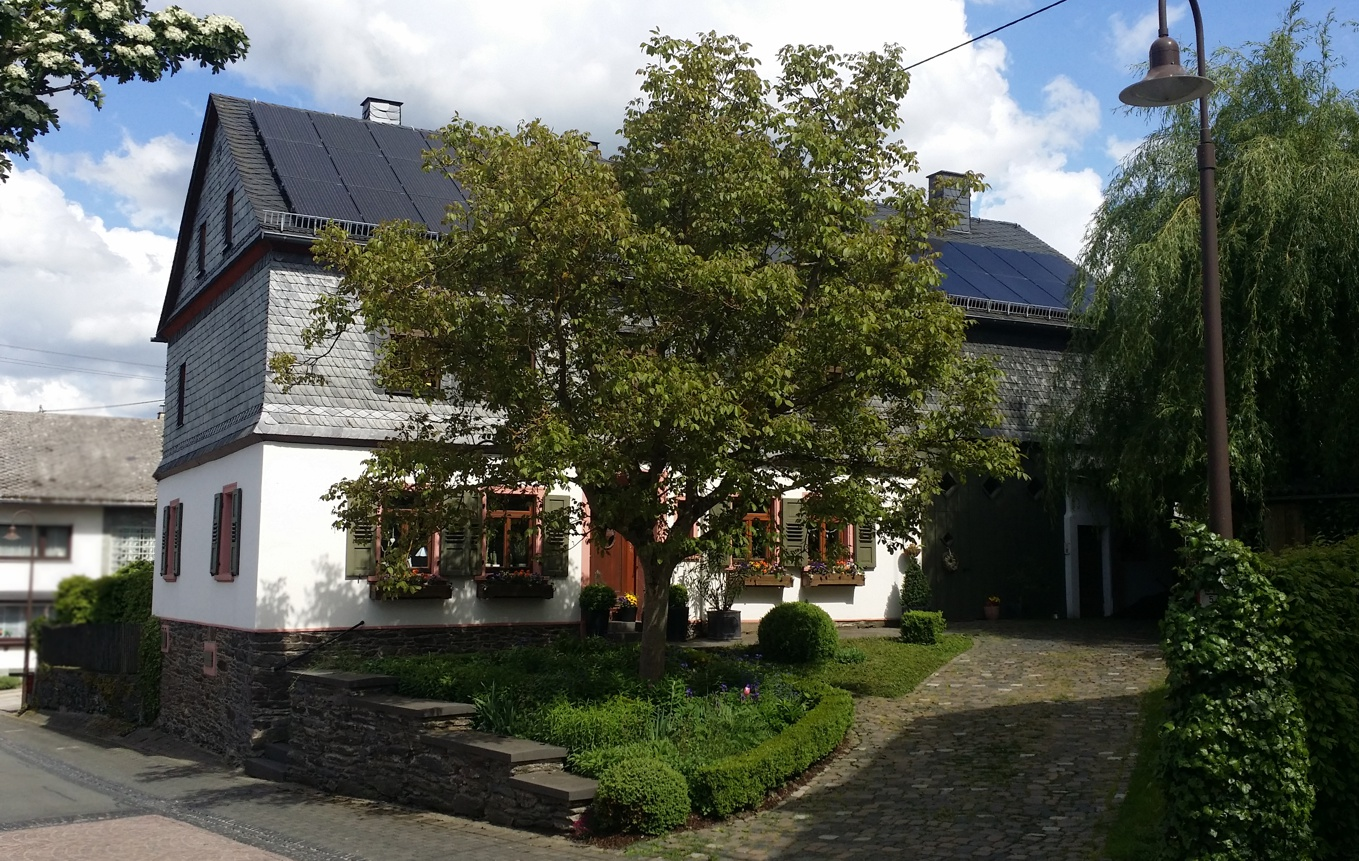